# Everybody Knows This Is Nowhere
Everybody Knows This Is Nowhere je druhé sólové studiové album Neila Younga, vydané v květnu 1969 pod značkou Reprise Records. Jedná se o jeho první společné album se skupinou Crazy Horse. Album se umístilo na 34. pozici v žebříčku Billboard 200 a bylo oceněno platinovou deskou (RIAA).

## Seznam skladeb
Autorem všech skladeb je Neil Young.
| Strana 1 | Strana 1                         | Strana 1 |
| Pořadí   | Název                            | Délka    |
| -------- | -------------------------------- | -------- |
| 1.       | Cinnamon Girl                    | 2:58     |
| 2.       | Everybody Knows This Is Nowhere  | 2:26     |
| 3.       | Round & Round (It Won't Be Long) | 5:49     |
| 4.       | Down by the River                | 9:13     |

| Strana 2       | Strana 2                              | Strana 2 |
| Pořadí         | Název                                 | Délka    |
| -------------- | ------------------------------------- | -------- |
| 5.             | The Losing End (When You're On)       | 4:03     |
| 6.             | Running Dry (Requiem for the Rockets) | 5:30     |
| 7.             | Cowgirl in the Sand                   | 10:06    |
| Celková délka: | Celková délka:                        | 40:29    |

## Obsazení
- Neil Young – kytara, harmonika, zpěv
- Ralph Molina – bicí, zpěv
- Bobby Notkoff – housle
- Billy Talbot – baskytara
- Danny Whitten – kytara, zpěv